# Ifatsy
Ifatsy est une commune rurale malgache située dans le district de Vohipeno, région de Fitovinany.

## Géographie
Elle se trouve à 16 km au Sud Ouest de Vohipeno, accessible par une longue piste de terre impraticable en temps de pluie.

## Démographie
L'ethnie Zanasiragna qui habite dans la zone de la Commune

## Économie
Ifatsy produit essentiellement du riz, mais aussi des fruits : litchis, mangues, mandarine et de greffe. La surface des rizières s'est récemment étendue et le nombre des familles exploitantes a augmenté en raison d'ouvrages d'irrigation hydrauliques construit grâce à l'engagement des clubs Rotary malgache et français de Manakara et de Thonon-Léman.